# Брегула (озеро)
Брегула (укр. Брегула) — бывшее озеро, на месте осушенного озера и плавней расположены с/х угодья, расположенное на юго-западе Измаильского района (Одесская область). В 1983 году озеро имело следующие характеристики:
- Тип общей минерализации — пресное.
- Происхождение — речное (пойменное).
- Группа гидрологического режима — сточное.

## География
Ближайший населённый пункт — село Матросская, расположенное севернее озера.
Согласно состоянию местности на 1983 год. Брегула расположено в бассейне реки Дунай — севернее Дуная. Озёрная котловина водоёма неправильной округлой формы, вытянутая с востока на запад. Берега пологие, с обильной прибрежно-водной растительностью (переходит в плавни урочище Лопатное). Водоем сильно зарастает растительностью. Озеро расположено между озером Кугурлуй и Дунаем, соединённое с ними посредством проток (например, Перекат).